# Batalla de Diu
La batalla de Diu fue una decisiva batalla naval librada en 1509 frente a Diu, en la que se enfrentaron las flotas mameluca y otomana contra la flota portuguesa comandada por Francisco de Almeida al frente de 18 naves contra las casi 100 de los aliados.

## Preludio
Para comprender el acontecimiento, es muy importante observar la dinámica del comercio de especias entre la India y Europa antes de la llegada de los portugueses. Las especias entonces eran vendidas a comerciantes yemeníes, que lo llevaban a Egipto y estos los vendían a los venecianos. De ahí pasaron al resto de Europa. Cada intermediario obtenía así grandes beneficios. De esa manera pimienta comprada en la India en valor de 4,64 ducados era vendida luego en Lisboa por 80 ducados. Fue una de las razones por las que Portugal quería encontrar la India por mar. 
Cuando Vasco da Gama descubrió el camino en 1498, el statu quo resultó amenazado, ya que los portugueses vendían las especias compradas en la India en Europa a un precio más bajo que los comerciantes de la ruta intermediaria. Por ello todos los países de la ruta vieron sus ingresos amenazados, especialmente los mamelucos, ya que era su fuente de ingresos más grande. Finalmente en 1505 los mamelucos, con el apoyo de venecianos y turcos, que también estaban afectados por los acontecimientos, organizaron una flota para enfrentarse a ellos. Llegaron en 1507 a la India, donde fueron reforzados por el Zamorín de Calicut y el Sultanato de Gujarat que apoyaban esa ruta para mantener las relaciones con sus comerciantes, y empezaron a guerrear contra los portugueses a partir de marzo de 1508. 
Al principio la guerra fue desfavorable para los portugueses a pesar de la superioridad de los barcos portugueses. El virrey mismo, Francisco de Almeida, perdió a su único hijo durante esa etapa de la guerra en la batalla de Chaul. Sin embargo, el mismo virrey buscó en persona venganza por ello y zarpó luego con una flota a su encuentro el 9 de diciembre de 1508.

## La batalla
Con barco superiores, él se acercó a la flota personalmente en Diu el 2 de febrero de 1509 para enfrentarse a ellos el día siguiente. Los mamelucos bajo el mando de Amir Hassain, conscientes de la superioridad de la flota portuguesa, decidieron adoptar una posición defensiva en el canal que separaba la isla de Diu de la India queriendo aprovecharse de la artillería que había en la fortaleza cerca del puerto de Diu. Para ello se posicionaron cerca del puerto. Fue un grave error.
La batalla empezó a las 11 en punto en ese día cuando el viento sopló en favor de los portugueses. Entonces dispararon con su artillería, que era superior, a la mameluca. Anticipando que los mamelucos iban luego a contraatacarles con sus barcos pequeños y rápidos en el canal, que estaban más hacia atrás de los grandes barcos, por detrás, los portugueses mantuvieron bloqueados ambas partes del canal, por lo que los barcos pequeños no pudieron utilizar su gran superioridad numérica y el elemento sorpresa. La superior artillería del barco Flor de la Mar bajo João da Nova se encargó entonces de los barcos pequeños, por lo que tuvieron que huir, mientras que los restantes barcos portugueses, siendo también mejores, dotados con lo mismo y también con armas de fuego, se encargaron de los restantes barcos que eran grandes. 
De esa manera la batalla fue finalmente ganada cuando, de forma gradual pero imparable, los grandes barcos fueron abordados apovechándose los portugueses para ello del humo que había a causa del fuego causado antes por la artillería portuguesa. Finalmente el barco portugués Rei Grande cosnsiguió chocar con el barco del almirante mameluco. Con ello, cuando el día terminó, toda la flota mameluca fue destruida o capturada mientras que su líder Amir Hussein tuvo que huir del lugar.

## Consecuencias
La batalla terminó con una victoria total portuguesa y es considerada como una de las más importantes de la historia. Sólo sufrieron 332 bajas mientras que la alianza enemiga sufrió más de 6 000 bajas. Seis barcos, 600 piezas de artillería y tres estandartes reales de los mamelucos fueron apresados, que luego fueron enviados a Portugal. Para vengar a su hijo el virrey también ordenó la ejecución de la mayoría de los prisioneros enemigos capturados y multó además a los mercaderes de Diu en valor de 300.000 xerafines de oro por haber ayudado a los mamelucos, de los cuales distribuyó 100.000 a sus tropas y otras 10.000 las donó al hospital de Cochín en la India. 
La batalla también significó un cambio de poder en la zona y el comienzo del dominio europeo en la región. Portugal, que ya no tuvo tras la batalla rivales de importancia, consiguió definitivamente sellar con la victoria su hegemonía sobre el Índico, lo que le permitió controlar la ruta marítima de las especias, una hegemonía que pudo mantener durante un siglo, al que luego siguieron los Países Bajos, Francia e Inglaterra. Por ello, a causa del enorme impacto que tuvo, la batalla, a pesar de su pequeño tamaño en términos de número de barcos y hombres, es comparada por algunos historiadores con la batalla de Lepanto u otras grandes batallas navales.
Adicionalmente, como la nueva ruta marítima de Vasco da Gama ganaba en importancia, el comercio intermediario de las especias a Europa dejó de tener la importancia que tenía. Eso también llevó al fin de los mamelucos como potencia militar en la zona, por lo que luego fueron conquistados fácilmente por los turcos otomanos en 1517 que luego se convirtieron en la nueva amenaza que Portugal tenía que tener en cuenta en el océano Índico.